# 266

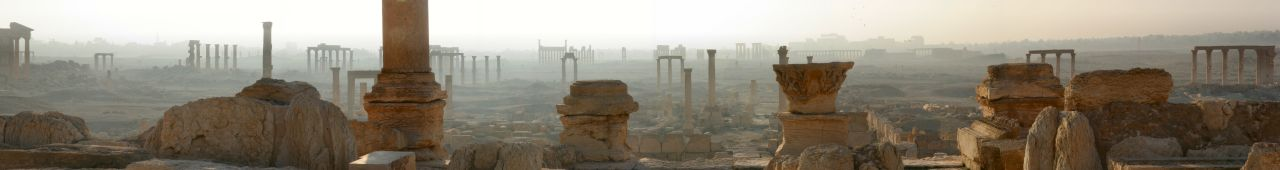
Palmyra

Het jaar 266 is het 66e jaar in de 3e eeuw volgens de christelijke jaartelling.

## Gebeurtenissen

### Syrië
- Koning Odaenathus van Palmyra (Syria) verslaat koning Shapur I in een veldslag bij Ctesiphon. Na zijn militaire zege in het Oosten geeft hij zichzelf de titel "koning der koningen".